# Bosse-de-Nage
Bosse-de-Nage est un personnage des Gestes et opinions du docteur Faustroll, pataphysicien d'Alfred Jarry qui accompagne son maître le Docteur Faustroll dans sa navigation du dixième au vingt-huitième chapitre de l'ouvrage. Assassiné par Faustroll, Bosse-de-Nage ressuscite au chapitre 32.
Inspiré par l'écrivain belge Christian Beck, que Jarry désirait moquer, Bosse-de-Nage est un Babouin hamadryas hydrocéphale aux fesses greffées sur le visage qui commente systématiquement les événements d'une même expression redondante : « Ha ha ».
Symbolisant le principe d'équivalence et la supériorité des solutions imaginaires au cœur du concept de 'Pataphysique, Bosse-de-Nage s'est vu rendre divers hommages par le Collège de 'Pataphysique depuis sa fondation en 1948.

## Origine du personnage et étymologie

### Étymologie
Selon le texte des Gestes et opinions, Bosse-de-Nage est ainsi nommé en référence aux fesses qu'il a au visage à la place des joues. « Nache » ou « nage » signifie en effet « fesses» en ancien français, et celles-ci font deux bosses sur son visage. 
Par ailleurs, en terme nautique, la « bosse » est un filin qui maintient amarré un bateau tandis que la « nage » désigne l'avancée du navire en mer ; le nom du singe symbolise alors le caractère impossible de la navigation du Docteur Faustroll. Ce nom fait enfin référence à des caractéristiques physiques de Christian Beck.

### Bosse-de-Nage et Beck
Bosse-de-Nage caricature l'homme de lettres belge Christian Beck, à qui est dédié le dixième chapitre et avec qui Jarry était en très mauvais termes quand il acheva la rédaction des Gestes et Opinions en 1898. Le 2 mars 1897, dans la taverne du Panthéon, ce dernier était ivre quand il a flanqué une correction à Beck et lui a tiré dessus avec un revolver chargé à blanc. S'ensuivit alors une rixe générale. Ce conflit est immortalisé par André Gide en 1925 dans la scène du « Banquet des Argonautes » des Faux-Monnayeurs. Alfred Jarry y essaye de tuer un jeune Belge nommé Bercail directement inspiré à Gide par Beck. Depuis cet épisode, Jarry ne cessera de persécuter Beck jusqu'au retour de ce dernier en Belgique, en mai 1897. Dans le vingt-huitième chapitre, le Docteur Faustroll qui tue Bosse-de-Nage rappelle cette tentative de destruction à la taverne,.
Le nom du singe fait ainsi référence au visage rond et joufflu de Christian Beck et à la mauvaise qualité selon Jarry de ce qui sortait de sa bouche, assimilée à un anus. L'incapacité du babouin à prononcer d'autres mots que « Ha ha » lorsqu'il parle français visait également à moquer « l'élocution laborieuse » de Beck, tout comme la précision selon laquelle Bosse-de-Nage « prononçait assez correctement quelques mots belges ».

## Description du personnage

### Biographie fictionnelle
Bosse-de-Nage apparaît au dixième chapitre des Gestes et opinions du docteur Faustroll, pataphysicien d'Alfred Jarry. « Factotum » du Docteur Faustroll, il l'accompagne tout au long de sa navigation, jusqu'à ce que son maître l'assassine au chapitre 28 après une crise de folie. Bosse-de-Nage ressuscite cependant au chapitre 32.

### Apparence physique
Bosse-de-Nage est un Cynocéphale papion (babouin) hydrocéphale dont les fesses rouge et bleue sont greffées de part et d'autre du visage et qui se contente généralement de commenter les événements en disant « Ha ha ».

## Symbolique du « Ha ha »

### Chez Jarry
Jarry développe dans le vingt-neuvième chapitre des Gestes et Opinions les différentes sens du mot « haha » et tout ce que cette expression peut symboliser : l'idée de la langue originelle, de l'identité, « de l'unité (...) de la dualité, (...) des deux principes du bien et du mal » ainsi que de l'inaptitude logique et intellectuelle du singe, etc..
Bosse-de-Nage symbolise ainsi par son langage un des principes de base de la 'Pataphysique exposée par Jarry dans les Gestes et Opinions : l'équivalence—comme l'écrit Diana Beaume, le « discours énigmatique » de Bosse-de-Nage « figure la contiguïté du haut savoir et de la bêtise, dont les produits parviennent à s’équivaloir, par leur participation égale à la substance du livre ».

### Selon les commentateurs
Le « Ha ha » de Bosse-de-Nage a été analysé comme symbolisant « la mort du discours » et illustrant le goût pour Jarry de la « désarticulation du langage ».

## Postérité
Depuis sa fondation en 1948 le Collège de 'Pataphysique célèbre Bosse-de-Nage en le qualifiant de « Staroste » auprès du « Curateur inamovible » Faustroll, ce qui le place au second rang dans la hiérarchie du Collège, devant même le Vice-Curateur. Le Collège a également nommé en son honneur le deuxième mois du calendrier pataphysique, « Haha » (du 6 octobre au 2 novembre du calendrier grégorien), ainsi que quatre jours de ce mois :
- 20 haha (25 octobre) : Strangulation de Bosse-de-Nage
- 21 haha (26 octobre) : Zimzoum de Bosse-de-Nage
- 22 haha (27 octobre) : Résurrection de Bosse-de-Nage
- 23 haha (28 octobre) : Chapeau de Bosse-de-Nage